# HyperNEAT
Le NEAT basé sur l'hypercube, ou HyperNEAT est un codage génératif pour évoluer des réseaux de neurones artificiels (ANN) avec les principes de l'algorithme NeuroEvolution of Augmented Topologies (NEAT) développé par Kenneth Stanley. Il s'agit d'une nouvelle technique pour faire évoluer des réseaux de neurones à grande échelle en utilisant les régularités géométriques du domaine de la tâche.
L'encodage génétique est indirect. L'algorithme utilise des réseaux de production de motifs de composition ( CPPN ).  HyperNEAT a récemment été étendu pour faire évoluer également des réseaux de neurones artificiel plastique et pour faire évoluer l'emplacement de chaque neurone du réseau.

## Quelques exemples d'utilisation
HyperNEAT, un algorithme avancé en informatique, a été appliqué dans divers domaines, démontrant son utilité et sa polyvalence. Un de ses domaines d'application est l'apprentissage multi-agents, où il a facilité l'élaboration de stratégies et de comportements complexes dans des environnements multi-agents. Dans le domaine des jeux, HyperNEAT a été spécifiquement utilisé pour évaluer les performances dans le jeu de dames, montrant comment les algorithmes peuvent apprendre et s'adapter à des stratégies de jeu sophistiquées.
Un autre domaine d'intérêt est la robotique, où HyperNEAT a été utilisé pour contrôler des robots à pattes. Cette application a mis en lumière la capacité de l'algorithme à gérer des mouvements complexes et à adapter les comportements des robots à différentes morphologies et environnements. Cette flexibilité est particulièrement pertinente dans la création de démarches coordonnées pour des robots quadrupèdes,,,,,.
HyperNEAT a également été étudié en ce qui concerne les encodages génératifs par rapport aux encodages directs,,. Cette recherche a permis d'explorer les avantages et les limites des différentes méthodes d'encodage dans le cadre de l'apprentissage automatique. Un autre axe de recherche a été l'évolution des réseaux de neurones modulaires, où HyperNEAT a été utilisé pour étudier la modularité et la scalabilité des réseaux neuronaux,,  mais également l'évolution de la géométrie neurale et de la plasticité dans les réseaux de neurones artificiels, soulignant son potentiel dans la simulation et la compréhension de processus biologiques complexes.
Enfin la conception d'objets pouvant être imprimés en 3D a également été explorée. Cela a permis de créer des structures complexes qui imitent des processus biologiques de développement.